# Association plein air et sport
L'Association plein air et sport, couramment abrégé en APAS, est un club omnisports situé à Paris fondé en 1964.
Parmi les sections qui ont composé le club, la section de handball a été l'une des plus prestigieuses, participant à plusieurs saisons du Championnats de France dans les années 1970.

## Histoire
La rencontre de deux hommes, Gaston Laurençon, chef du service des sports de l'Association Paritaire d'Action Sociale (APAS) du Bâtiment et des Travaux Publics, et Jean Labrosse, professeur d'E.P.S et handballeur de haut niveau (capitaine du Paris UC, international A), donna naissance en 1964 à l'Association plein air et sports qui a alors pour but essentiel de permettre la pratique de l'éducation physique et des sports aux jeunes parisiens de la corporation du Bâtiment,.
Une équipe de cadets (moins de seize ans) est ainsi engagée au championnat en 1964. Jean Labrosse s'employa dès lors à réunir tous les éléments indispensables au bon fonctionnement et au développement de la section handball. Consacrant peu de temps à sa vie familiale, sacrifiant sa carrière de personnelle, il n'avait de cesse de régler les problèmes d'administration, de recrutement, d'encadrement et d'extension (création d'une section féminine et d'une APAS dans le 19e arrondissement). 
Rapidement, les résultats suivent et, outre des titres sur le plan régional dans les différentes catégories, l'APAS est, chez les jeunes, demi-finaliste des coupes Falcony (1971) et Sabatier (1969, 1970, 1971) puis chez les senior, vice-champion en Excellence (3e division) en 1970, promu de Nationale 2 en 1971 puis 4e de la poule B du championnat de Nationale 1 en 1972-1973, ratant ainsi d'une place les demi-finales du championnat élite. 
En 1975, la section de handball compte 235 licenciés répartis en 16 équipes : chez les masculins, 4 équipes seniors, 3 équipes juniors, 3 équipes cadets, 1 équipe minimes et 1 équipe benjamins et chez les féminines, 1 équipe senior, 1 équipe junior, 1 équipe cadettes et 1 équipe minimes. L'équipe première compte également deux internationaux A, le gardien Francis Varinot et Daniel Perronnet.
Relégué en Nationale 2 à l'issue de la saison 1976-1977, l'APAS est champion de France de N2 la saison suivante et remonte ainsi dans l'élite une année après l'avoir quittée. Mais en 1980, le club est à nouveau relégué et ne retrouve jamais le Championnat de France de Nationale 1 par la suite.

## Section handball

### Palmarès
- Vainqueur du deuxième division : 1978

### Parcours entre 1970 et 1980
- Championnat de France Excellence (3e division) : vice-champion en 1970
- Championnat de France de Nationale 2 : promu (demi-finaliste ou finaliste) en 1971
- Championnat de France de Nationale 1 :
  - 5e de la poule B en 1972
  - 4e de la poule B en 1973
  - 7e de la poule B en 1974
  - 8e de la poule B en 1975
  - 7e de la poule A en 1976
  - 10e de la poule B en 1977 (relégué)
- Championnat de France de Nationale 2 : Champion en 1978
- Championnat de France de Nationale 1 :
  - 5e de la poule B en 1979
  - 10e de la poule B en 1980 (relégué)